# ポストモダン地理学
ポストモダン地理学（ポストモダンちりがく、英語: postmodern geography）とは、1980年代以降の英語圏で展開されてきた人文地理学の理論である。ポストモダン地理学は、特定の状況下での社会・空間関係の解明を重視する。
ポストモダン地理学は、人文地理学の中でも、特に北アメリカの都市地理学に影響を与えた。また、社会科学において重視されていなかった空間の重要性を主張し、空間論的転回に影響を与えた。

## 発展
ポストモダン地理学を発展させた地理学者として、デヴィッド・ハーヴェイおよびエドワード・ソジャが挙げられる。デヴィッド・ハーヴェイは『ポストモダニティの条件』でフレキシブルな蓄積と都市空間の形成、資本の流動化、政治経済の変化、文化の変容などを論じた。他方、エドワード・ソジャは『ポストモダン地理学』で空間の重要性を主張し、新たな都市論を提示した。
このほか、ロサンゼルス学派の都市地理学者であるマイケル・ディア、アレン・J・スコットなどもポストモダン地理学を発展させてきた。
ロサンゼルス学派の地理学者は、従来のモダニズムの考え方だけでは説明できない様相に都市が変化していると主張し、特に都市の変容の理論化の研究でポストモダン地理学を援用した。

## 影響
ポストモダン地理学は社会科学における空間の重要性を主張し、空間論的転回に影響を与えた。

## 批判
ポストモダン地理学は、フェミニスト地理学研究者のドリーン・マッシーおよびドイチェなどから批判された。このほか、ハーヴェイおよびソジャの都市論自体がモダニズム的だと批判されたこともある。